# Lepadella costatoides
Lepadella costatoides is een raderdiertjessoort uit de familie Lepadellidae. De wetenschappelijke naam van deze soort is voor het eerst geldig gepubliceerd in 1992 door Segers.